# DOOR (JUJUのアルバム)
『DOOR』（ドア）は、JUJUの5枚目のオリジナルアルバム。2014年3月5日にソニー・ミュージックアソシエイテッドレコーズから発売された。

## 概要
デビュー10周年を迎えるJUJUが前作『YOU』（2011年）から約2年8か月ぶりにリリースしたオリジナルアルバムとなる。通常盤と初回生産限定盤の2タイプでの発売で、後者には前年に行われたライブツアー「JUJU／JUJU JAZZ TOUR 2013 〜DELICIOUS 2nd Dish〜」からBLUE NOTE TOKYO（東京都港区）での公演を完全収録したDVDが付属。
本作は新録曲3曲を含む全15曲収録で、それまでにリリースしたシングル曲およびそのカップリング10曲に加え、配信曲の「星月夜」などタイアップ楽曲の数々をコンパイルした超豪華盤となっている。収録楽曲もロックチューンの「Door」、自身初のダンスロック「Hot Stuff」、バラード「sign」、R&Bテイストの「hero #51」など、これまでのJUJUのイメージを踏襲しながらも新たな側面もふんだんに盛り込んだ作品で、ほかにもヒップホップ、アシッドジャズ、ハウス、そしてポップスにミドルロックと、多彩なサウンドバリエーションになっている。

## 収録曲

### CD
1. ただいま [5:00]
（作詞：岩城由美 / 作曲：福田貴史 / 編曲：亀田誠治）
  - 21stシングル。
  - 初出アルバムは『BEST STORY 〜Life stories〜』。
  - TBS系金曜ドラマ『もう一度君に、プロポーズ』主題歌。
2. Door [4:08]
（作詞：松井五郎 / 作曲：川口大輔 / 編曲：本間昭光）
  - 26thシングル。
  - テレビ朝日系木曜ドラマ『緊急取調室』主題歌。
3. くちづけ [3:56]
（作詞：松井五郎 / 作･編曲：Jin Nakamura）
  - 22ndシングルのカップリング曲。
  - アサヒフードアンドヘルスケア「トルタ」TVCFソング。
4. 春雪 [5:22]
（作詞：JUJU、E-3 / 作曲：Takayuki Mitsuhashi / 編曲：羽毛田丈史）
5. 星月夜 [4:12]
（作詞：スガシカオ / 作・編曲：亀田誠治）
  - J-WAVE“25 MAGIC”ウィンターキャンペーンソング。
6. Hot Stuff [4:13]
（作詞：JUJU、玉井健二 / 作曲：玉井健二、南田健吾 / 編曲：玉井健二、百田留衣）
  - 26thシングル。
  - 資生堂『MAQuillAGE』CMソング。
7. Heart Beat [4:28]
（作詞：中村達史 / 作曲・編曲：大沢伸一 / コーラスアレンジ：Nona* Iwamura）
  - 24thシングルのカップリング曲。
8. sign [6:01]
（作詞：牧穂エミ / 作曲：川口大輔 / 編曲：松浦晃久）
  - 20thシングル。
  - 初出アルバムは『BEST STORY 〜Love stories〜』。
  - 映画『麒麟の翼』主題歌。
9. Distance [5:05]
（作詞・作曲：高木洋一郎 / 編曲：坂本昌之）
  - 24thシングル。
  - MBS・TBS系アニメ「宇宙戦艦ヤマト2199」エンディングテーマ。
10. Who's Gonna Say It's Not [4:41]
（作詞：Yo Taira / 作・編曲：下野ヒトシ）
11. hero #51 [3:22]
（作詞：JUJU、E-3 / 作曲：Chris Loco、Natalia Hajjara、Ella McMahon (Ella Eyre)、Philippe-Marc Anquetil、Dave Grusin）
12. ねえ [5:08]
（作詞：松尾潔 / 作曲：POCHI）
13. ありがとう -Beginning of Everything ver.-  [6:06]
（作詞：Satomi / 作・編曲：川口大輔）
  - 22ndシングルのリアレンジバージョン。
  - 初出アルバムは『BEST STORY 〜Life stories〜』（シングルバージョン）。
  - 東宝配給映画『ツナグ』主題歌。
14. 守ってあげたい [6:07]
（作詞：北川悠仁、小林夏海、藤本藍 / 作曲：北川悠仁 / 編曲：亀田誠治）
  - 25thシングル。
  - 映画『すべては君に逢えたから』劇中歌。
  - 日本テレビ系「スッキリ!!」11月テーマソング。
15. Dreamer [4:47]
（作詞・作曲：高木洋一郎 / 編曲：島田昌典）
  - 23rdシングル。
  - 日本テレビ系「Woman On The Planet」テーマソング。

### DVD
| #   | タイトル                      | 作詞 | 作曲・編曲 |
| --- | ----------------------------- | ---- | ---------- |
| 1.  | 「It's A Jazz Thing!!」       |      |            |
| 2.  | 「We Are In Love」            |      |            |
| 3.  | 「Take Five」                 |      |            |
| 4.  | 「My Foolish Heart」          |      |            |
| 5.  | 「Misty」                     |      |            |
| 6.  | 「Give Him The Ooh-la-la」    |      |            |
| 7.  | 「Sway (Quien Sera)」         |      |            |
| 8.  | 「In A Sentimental Mood」     |      |            |
| 9.  | 「When You Wish Upon A Star」 |      |            |
| 10. | 「Summertime」                |      |            |
| 11. | 「It Don't Mean A Thing」     |      |            |